# Ron Nirenberg

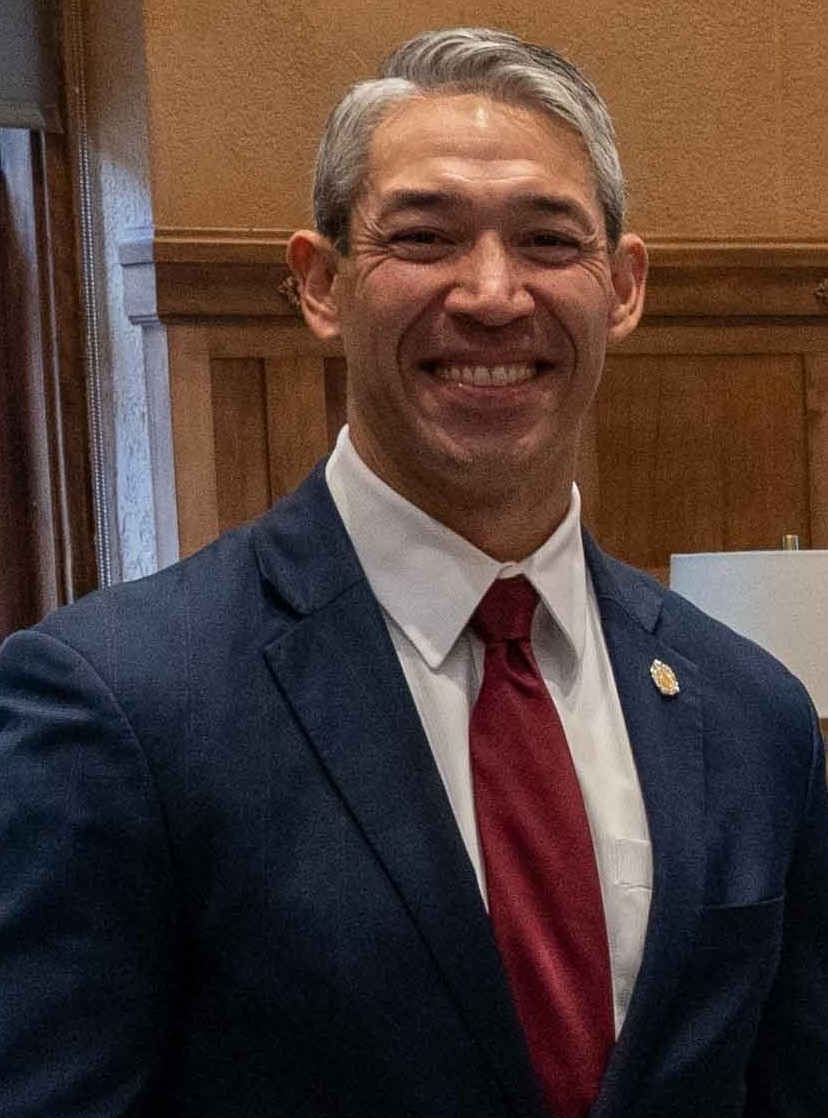
Ron Nirenberg (2021)

Ronald Adrian Nirenberg (* 11. April 1977 in Boston, Massachusetts) ist ein US-amerikanischer Politiker. Seit dem 21. Juni 2017 ist er Bürgermeister der Stadt San Antonio im Bundesstaat Texas. Ron Nirenberg ist parteilos.

## Leben
Ron Nirenberg ist der Sohn eines aschkenasischen Juden und einer philippinischen Mutter. Er hat zudem russische, polnische, schottische und indische Vorfahren. Nirenberg selbst ist Methodist. Er wuchs in Austin (Texas) auf und studierte Kommunikationswissenschaften an der Trinity University und der University of Pennsylvania, an der er seinen Masterabschluss erlangte. Danach war er als Programmdirektor am Annenberg Public Policy Center in Philadelphia tätig. Ron Nirenberg ist verheiratet und hat einen Sohn.
Seit Juli 2013 war Ron Nirenberg Mitglied im Stadtrat von San Antonio. Am 10. Dezember 2016 gab er bekannt, bei der Bürgermeisterwahl im folgenden Jahr gegen Ivy Taylor antreten zu wollen. Im ersten Wahlgang kam Nirenberg auf 37,1 Prozent der Stimmen und war damit noch hinter Taylor, da jedoch auch sie nicht die erforderliche Mehrheit erreichen konnte, kam es am 10. Juni 2017 zu einer Stichwahl, bei der sich Nirenberg mit 54,6 Prozent der Stimmen durchsetzte. Ron Nirenberg gilt als progressiver Politiker. Als Stadtratsmitglied unterstützte er im Juni 2017 eine Klage gegen ein von Gouverneur Greg Abbott erlassenes Gesetz, dass es für Kommunalbeamte unter Strafe stellen soll, die amerikanischen Grenzschutzbehörden nicht gegen die Bekämpfung von Immigration in die Vereinigten Staaten zu unterstützen.
Zum politischen Programm Nirenbergs zählen unter anderem die Bekämpfung von Kriminalität, eine bessere Flughafeninfrastruktur und die Schaffung von Wohnraum. Nach Nirenbergs Wahl unterzeichnete der Stadtrat von San Antonio eine Resolution zur Einhaltung des Pariser Klimaschutzabkommens, nachdem Präsident Donald Trump den Austritt der USA aus dem Abkommen angekündigt hatte. Im November 2017 erstellte der Stadtrat einen Klimaschutzplan. 2019 führte Nirenberg eine Klage an, um die Schnellrestaurantkette Chick-fil-A, deren Unternehmensphilosophie Homosexualität ablehnt, aus dem Konzessionsvertrag des Flughafens von San Antonio zu streichen. Dies rief zahlreiche negative Reaktionen konservativer Politiker hervor. Der Attorney General von Texas, Ken Paxton, ermittelte daraufhin gegen Nirenberg und den Stadtrat von San Antonio, da dieser gegen geltendes texanisches Recht und gegen die Verfassung der Vereinigten Staaten verstoßen habe. Greg Abbott unterzeichnete im Juni 2019 ein Gesetz, das es Lokalpolitikern verbietet, Unternehmen aufgrund ihrer religiösen Überzeugungen zu benachteiligen.
Am 19. Januar 2019 gab Nirenberg bekannt, sich bei der folgenden Bürgermeisterwahl zur Wiederwahl zu stellen. Nachdem im ersten Wahlgang keine Mehrheit zustande gekommen war, setzte Nirenberg sich am 8. Juni 2019 mit 51,1 Prozent der Stimmen gegen das Stadtratsmitglied Greg Brockhouse durch.